# Сосновка (Гадячский район)
Сосновка (укр. Соснівка) — село,
Сосновский сельский совет,
Гадячский район,
Полтавская область,
Украина.
Код КОАТУУ — 5320487801. Население по переписи 2001 года составляло 1110 человек.
Является административным центром Сосновского сельского совета, в который не входят другие населённые пункты.

## Географическое положение
Село Сосновка находится на левом берегу реки Псёл,
выше по течению на расстоянии в 1 км расположено село Вельбовка,
на противоположном берегу — село Малые Будища.
Река в этом месте извилистая, образует лиманы, старицы и заболоченные озёра.

## История
- 1750 — дата основания.

## Экономика
- Птице-товарная ферма.
- ООО «Маяк».

## Объекты социальной сферы
- Детский сад.
- Школа ІІ ст.